# 卡塔尼亚平原
卡塔尼亚平原（義大利語：Piana di Catania）是意大利西西里岛上最大的平原，面积为430平方（170平方英里），平均高度为60（200英尺），北接埃特纳火山，西邻Erei与Nebrodi山脉，南为Hyblean高地。